# Communauté de communes du canton de Bertincourt
Die Communauté de communes du canton de Bertincourt ist ein ehemaliger französischer Gemeindeverband (Communauté de communes) im Département Pas-de-Calais in der Region Nord-Pas-de-Calais. Er wurde am 23. Dezember 1992 gegründet.
Der Gemeindeverband fusionierte 2013 mit der Communauté de communes de la Région de Bapaume und Teilen der Communauté de communes du Sud-Arrageois und bildete damit die Communauté de communes du Sud-Artois.

## Mitglieder
1. Barastre
2. Beaumetz-lès-Cambrai
3. Bertincourt
4. Beugny
5. Bus
6. Haplincourt
7. Havrincourt
8. Hermies
9. Lebucquière
10. Léchelle
11. Metz-en-Couture
12. Morchies
13. Neuville-Bourjonval
14. Rocquigny
15. Ruyaulcourt
16. Trescault
17. Vélu
18. Ytres